# Rödbergen
Rödbergen (finska: Punavuori, stadin slangi: Rööperi) är en stadsdel väster om centrum i Ulrikasborgs distrikt i Helsingfors. Det finska namnet är av någon anledning inte i pluralform utan översatt till svenska blir det Rödberget. 
Den östra delen av Rödbergen är ett gammalt höghusområde från 1800-talet medan den västra delen länge var ett arbetarklassområde som bestod av trähus. Nu finns det endast ett par trähus kvar som skyddats i stadsplanen. Sinebrychoff eller Koffs bryggeri fanns vid Sandvikens torg, men idag har fabriksbyggnaderna byggts om till bostäder. I stället finns Koffens park och Sinebrychoffmuseet i den förra Sinebrychoffska privatvillan som ett minne av bryggeriverksamheten och dess ägare.

## Bildgalleri

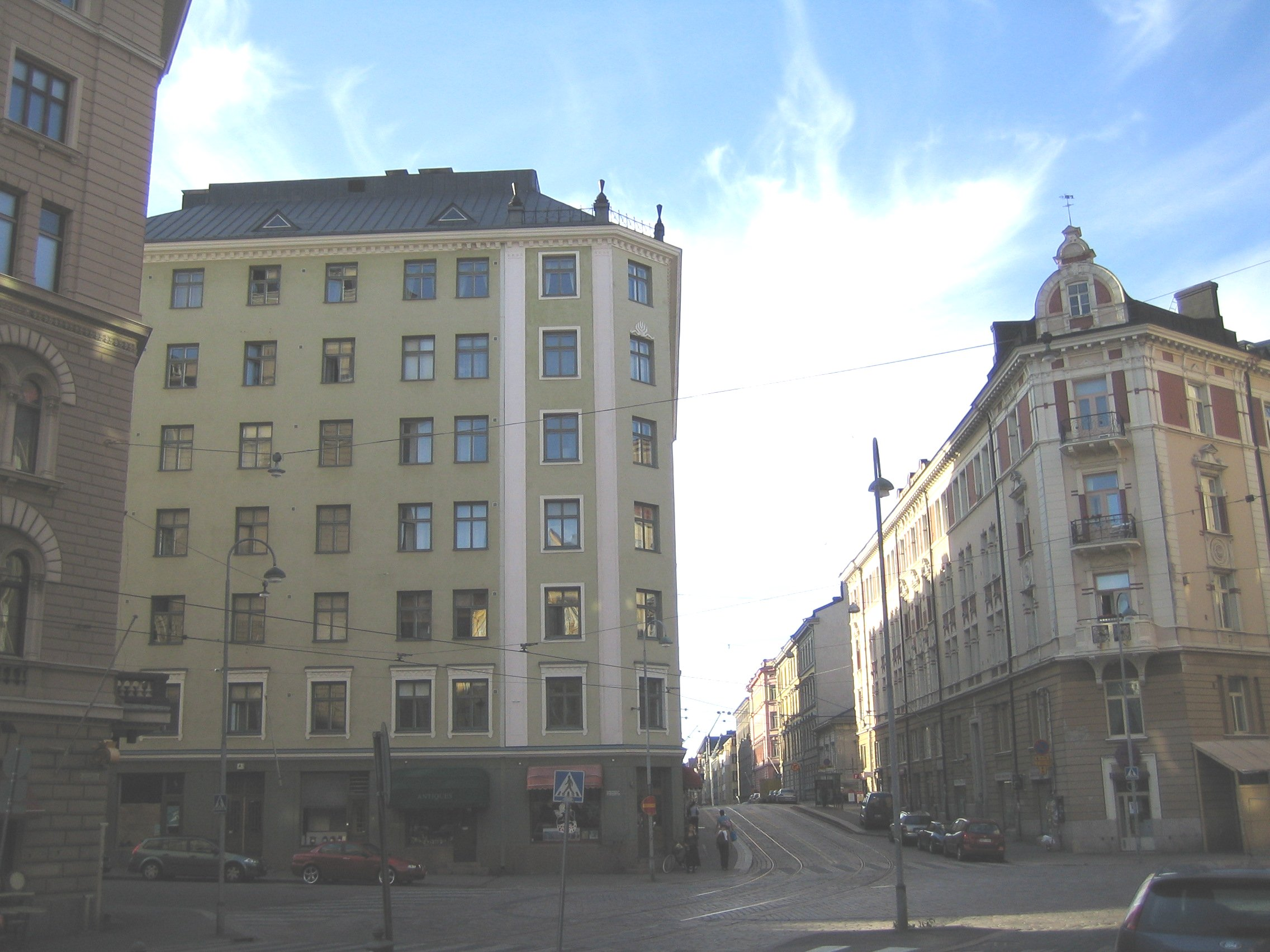
Femkanten är ett gathörn där fem vägar möts
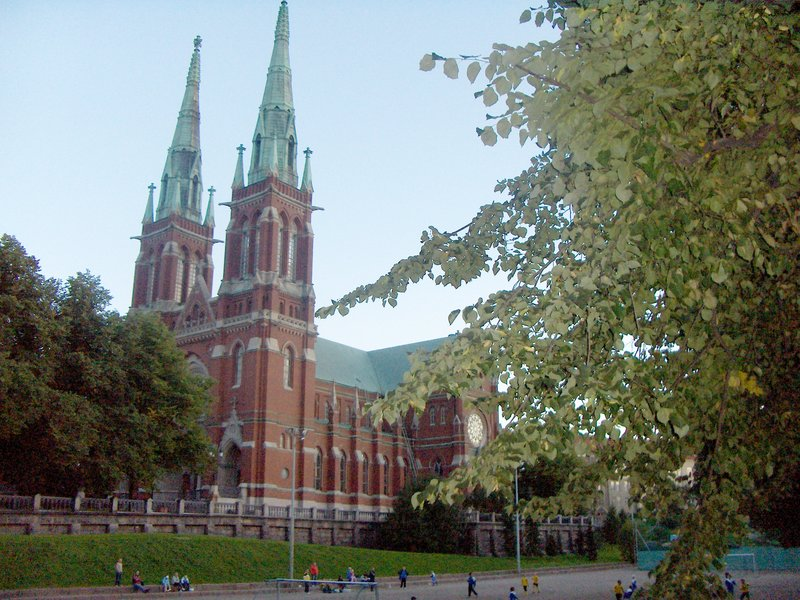
Johanneskyrkan
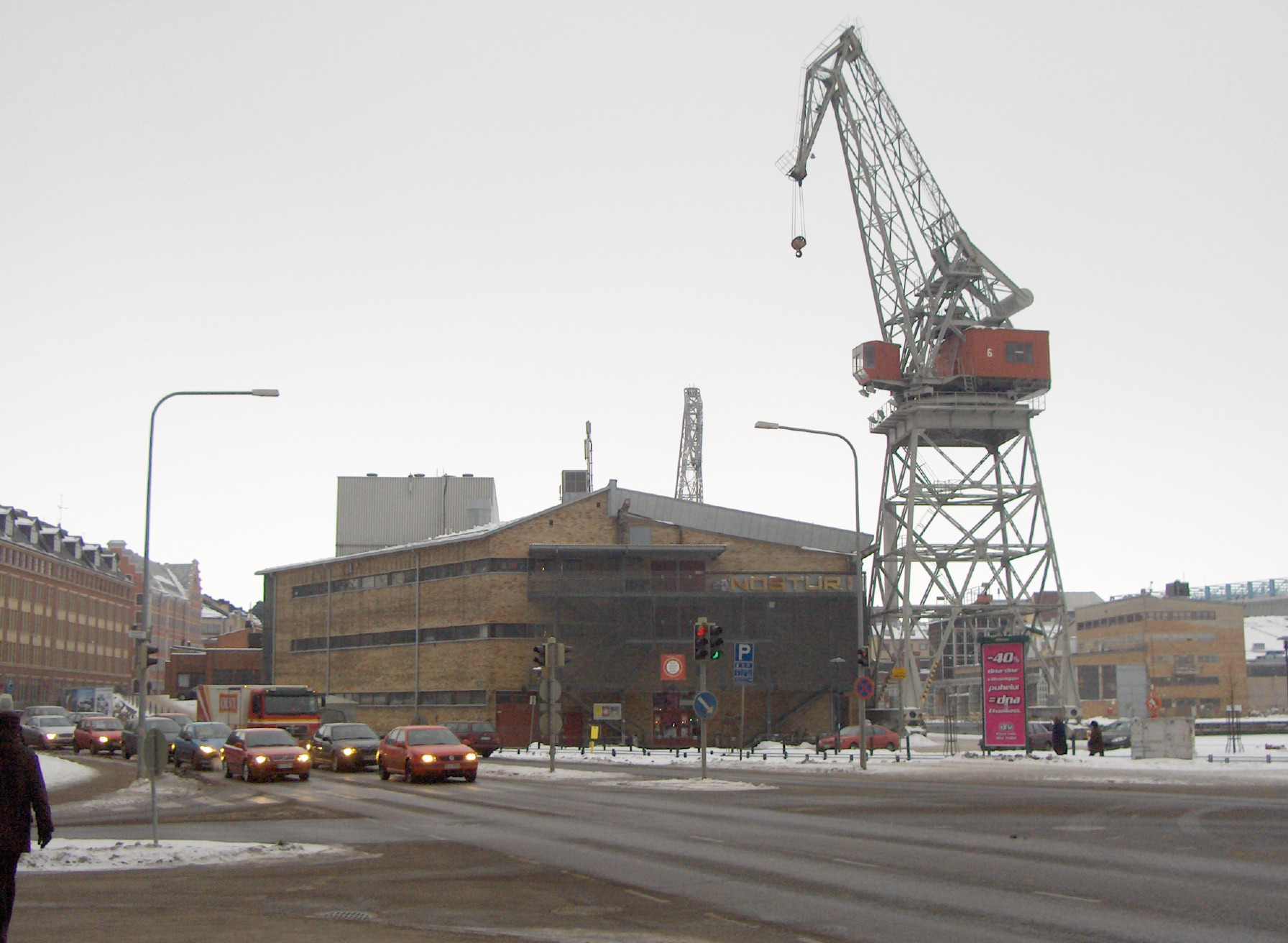
Nosturi vid Sandviken